# Viola stipularis
Viola stipularis är en violväxtart som beskrevs av Olof Swartz. Viola stipularis ingår i släktet violer, och familjen violväxter. Inga underarter finns listade i Catalogue of Life.

## Bildgalleri

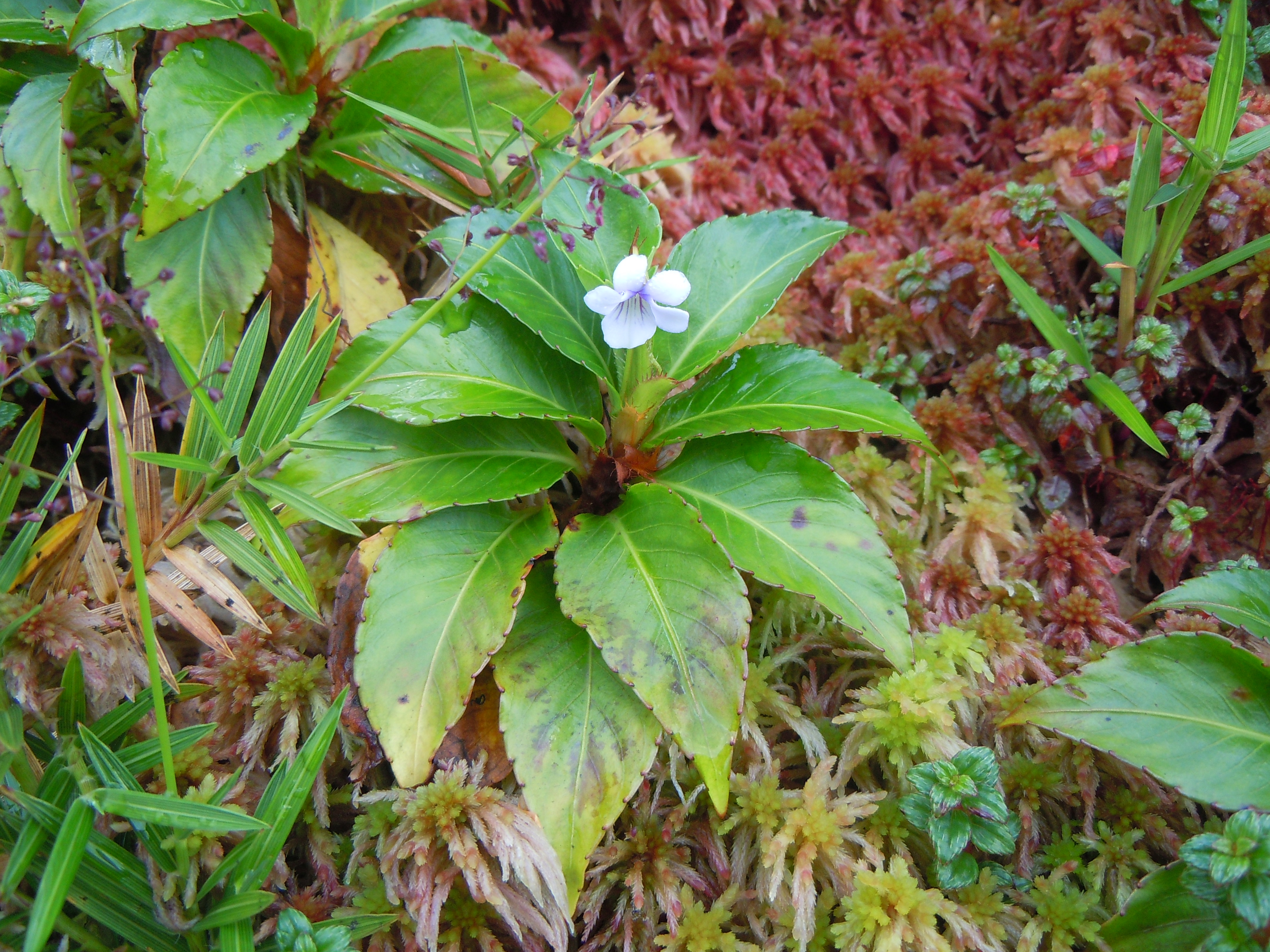